# 長崎外国語大学
長崎外国語大学（ながさきがいこくごだいがく、英語: Nagasaki University of Foreign Studies）は、日本の私立大学。長崎県長崎市に本部を置く。

## 概観

### 設置者
1945年（昭和20年）、日本基督教団長崎馬町教会に長崎YMCA再建のため仮事務所が設置され、1947年（昭和22年）には長崎YMCAの事業として長崎外国語学校が開校した。長崎外国語大学は、この外国語学校を起源としている。1950年（昭和25年）に長崎外国語短期大学が開学、1960年（昭和35年）には法人名を学校法人長崎学院に変更、2001年（平成13年）に長崎外国語大学が開校し、現在に至っている。

### 建学の精神
長崎外国語大学の母体である長崎外国語学校は、終戦の年1945年に、人類の平和と共存を願うキリスト教
精神に基づいて創設された。入学案内などには建学の精神を端的に表す言葉として「真理と自由の探求」、
「隣人愛」、「献身と奉仕の精神」という表現を用いている。

### 教育および研究
- キリスト教主義教育によって、真の対話と相互理解によって共通の目標を一致協力して実現する力を備えた人材の育成を目標としている。
- 英語、フランス語、ドイツ語、中国語、韓国語の5つの言語を学ぶことができる。
- また、上級学年向けに、より応用的なコミュニケーション力を育成する各種の専門教育プログラムが用意されている。
- 留学制度が充実している。留学先大学の授業料が免除される交換留学制度、奨学金等の経済的サポートもあり、およそ3分の1の学生が留学を体験する。
- 英語の教職課程が設置されている。
- 近年では日本語リテラシー教育に力を入れており、3年間必修の科目が用意されている。
- アクティブ・ラーニングにも力を入れており、中核を担う科目として、いわゆるPBL（Project-Based Learning　課題解決型学習）型による「プロジェクト科目」が開講されている。
- 海外からの留学生の受け入れにも熱心であり、正規留学生のために、日本語習得を目的とする語学科目と日本文化研究プログラムがある。また、1学期単位で留学生を受け入れる短期留学プログラムがある。

### 各種の特色
留学制度
長崎外国語大学では現在5つの留学制度が設けられている。
- 派遣留学
- 交換留学
- 特別派遣留学
- 一般留学
- 海外研修（夏休みを利用した1ヶ月間）

留学先大学で取得した単位の一括認定により、4年生から1年間留学する場合を除き通常4年間で卒業することが可能であり、留学期間は、半年から1年を標準とし、最長2年間の留学が可能である。
教職課程
- 中学校教諭一種免許状（外国語・英語）
- 高等学校教諭一種免許状（外国語・英語）

短期留学プログラム
海外の国際交流協定大学から受け入れる留学生を対象に、日本語・日本文化を短期間で学ぶ2つのプログラムが用意されている。
- JASIN（Japan Studies in Nagasaki）プログラム
- NICS（Nagasaki International Communication Studies）プログラム

## 沿革

### 略歴

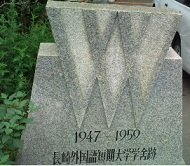
長崎外国語短期大学学舎跡 記念碑（長崎市魚の町）

- 1945年（昭和20年）- 長崎外国語学校設立事務所を長崎市馬町に設置。
- 1947年（昭和22年）- 長崎外国語学校（英文科・商科・夜間専攻科）を開設。校舎は魚の町（現在の長崎市公会堂周辺）
- 1950年（昭和25年）3月14日 -　新学制に基づき、短期大学に昇格。長崎外国語短期大学となる。[2]
- 1959年（昭和34年）4月 -　長崎市住吉町（現・泉2丁目）にキャンパスを移転。
- 1996年（平成8年）-　新キャンパス（現在地、長崎市横尾3丁目15-1）に移転
- 2001年（平成13年）- 長崎外国語大学開学（外国語学部国際コミュニケーション学科（英語アメリカ文化、英語イギリス文化、ドイツ語ドイツ文化、フランス語フランス文化、スペイン語スペイン文化、中国語中国文化コース））
- 2003年（平成15年）- 国際交流センターを設置
- 2004年（平成16年）- 日本語日本文化コースを開設
- 2005年（平成17年）- 創立60周年記念式典を挙行。長崎市横尾に法人事務所を設置
- 2007年（平成19年）- アメリカ文化コースと英語イギリス文化コースを統合し、英語英米文化コース開設。比較社会文化コース新設。
- 2008年（平成20年）- 財団法人大学基準協会による大学認証評価にて学生受け入れと財務の問題点が指摘され「判断保留」と判定[3][4]。
- 2009年（平成21年）
  - 3月 - 長崎外国語短期大学の募集を停止。
  - 4月 - 外国語学部の改組により国際コミュニケーション学科英語英米文化コースを廃止し、現代英語学科を開設。国際コミュニケーション学科に韓国語専修を増設。

## 基礎データ

### 象徴
校章は「V」を3文字重ねたものであり、それぞれのVが「道」（VIA）、「真理」（VERITAS）、「命」（VITA）を表している。由来は『ヨハネによる福音書』の16章6節に因む。

### 組織

#### 学部
- 外国語学部
  - 現代英語学科
    - 英語専修

  - 国際コミュニケーション学科
    - ドイツ語専修
    - フランス語専修
    - 中国語専修
    - 韓国語専修
    - 日本語専修（留学生対象）

- 現代英語学科英語専修の「専門教育科目」には、「国際ビジネス」、「航空／観光ホスピタリティ」、「通訳・翻訳」、「英語専門職」、「多文化国際協力」の「専門教育プログラム」がある

- 国際コミュニケーション学科ドイツ語専修、フランス語専修、中国語専修、韓国語専修、日本語専修（留学生対象）の「専門教育科目」には、「ヨーロッパ研究」、「アジア研究」、「日本研究」、「多文化国際協力」の「専門教育プログラム」がある

#### 大学院
未設置。

#### 長崎外国語短期大学
以下は2011年まで
学科
- 英語学科

旧学科体制
- 外国語科
  - 英語専攻
  - フランス語専攻：2001年度より長崎外国語大学へ移行。
  - スペイン語専攻：2001年度より長崎外国語大学へ移行。
- 国際文化学科：2001年度より長崎外国語大学へ移行。
  - アメリカ文化コース
  - ドイツ・ヨーロッパ文化コース
  - 日本・アジア文化コース

## 交通アクセス
所在地：長崎市横尾3丁目15番1号
JRを使う場合
JR長崎駅または浦上駅で下車
バスを使う場合（長崎バス）
長崎駅前または浦上駅前から長崎バス「時津（とぎつ）」行き、「溝川（みぞかわ）」行きまたは「琴海ニュータウン」行きに乗り、「打坂（うちざか）」バス停で降りて、徒歩約10分。
路面電車とタクシーを使う場合
長崎駅前または浦上駅前の電停から「赤迫（あかさこ）」行きに乗り、終点「赤迫」で降りて、タクシーで約5分。

## 同窓会
- 長崎外国語大学の同窓会は、長崎外国語短期大学と共同で運営されており、双方の卒業生が正会員として加入している[6]。

## 対外関係

### 他大学との協定
- 国際交流協定
  - サラゴサ大学（1989年3月締結[7]）
  - ルーサー大学（2001年1月23日締結[7]）
  - イリノイ州立大学（2001年1月23日締結[7]）
  - ウォールドーフ大学（2001年2月7日締結[7]）
  - スターリング大学（2001年2月20日締結[7]）
  - シャンプレイン大学（2001年3月31日締結[7]）
  - 西フランス・カトリック大学（2001年9月4日締結[7]）
  - ラ・ロシェル商業専門大学（2001年10月11日締結[7]）
  - ウィスコンシン大学プラットヴィル校（2001年10月18日締結[7]）
  - セントオラフ大学（2001年10月29日締結[7]）
  - 河北大学（2002年3月29日締結[7]）
  - アングリア・ラスキン大学（2002年6月29日締結[7]）
  - 吉林大学（2002年6月29日締結[7]）
  - ハインリッヒ・ハイネ大学（2002年7月10日締結[7]）
  - アルカラ大学（2002年8月3日締結[7]）
  - ナバラ大学（2002年9月16日締結[7]）
  - アイダホ大学（2002年11月19日締結[7]）
  - 厦門大学（2002年11月25日締結[7]）
  - 東西学園（慶南情報大学）（2002年12月9日締結[7]）
  - 吉林師範大学（2002年12月17日締結[7]）
  - パシフィコ大学（2003年1月16日締結[7]）
  - 厦門理工大学（厦門鷺江大学）（2003年1月22日締結[7]）
  - 聖心学園（霊山大学校）（2003年2月10日締結[7]）
  - 釜山外国語大学校（2003年3月21日締結[7]）
  - 大連外国語学院（2003年4月18日締結[7]）
  - 首都師範大学（2003年4月26日締結[7]）
  - マクデブルク・シュテンダール大学（2003年6月12日締結[7]）
  - 白石大学校（2003年6月12日締結[7]）
  - 白石文化大学（2003年6月12日締結[7]）
  - 醒吾技術学院（2004年1月28日締結[7]）
  - ニューヨーク州立大学ニューパルツ校（2004年4月22日締結[7]）
  - 淡江大学（2004年5月17日締結[7]）
  - カンザス州立大学（2004年5月24日締結[7]）
  - 真理大学（2004年10月6日締結[7]）
  - トゥラキット・バンディット大学（2004年10月19日締[7]）
  - 光州保健専門大学（2005年1月20日締結[7]）
  - クワントレン大学（2005年8月19日締結[7]）
  - 欧亜高等管理学院（2006年2月6日締結[7]）
  - セントラル・ランカシャー大学（2006年5月8日締結[7]）
  - 魯東大学（2006年5月20日締結[7]）
  - ミズーリ大学コロンビア校（2007年5月締結[7]）
  - 厦門大学嘉庚学院（2007年5月25日締結[7]）
  - 米国空軍士官学校（大学相当）（2008年6月締結[7]）
  - University Study Abroad Consortium（米国33大学加盟）（2009年2月締結[7]）
  - 長春理工学院（2008年8月13日締結[7]）
  - 大連水産学院（2008年10月25日締結[7]）
  - 大連東軟学院（2009年2月10日締結[7]）
  - 吉林大学珠海学院（2009年4月27日締結[7]）
  - 福州大学（2009年4月30日締結[7]）
  - 武漢科技大学中南分校（2009年6月29日締結[7]）
  - 武漢大学（2009年6月30日締結[7]）
  - 大葉大学（2008年6月13日締結[7]）
  - 釜山経商大学（2008年6月4日締結[7]）
  - 金泉科学大学（2009年4月27日締結[7]）
  - 啓明大学校（2009年12月7日締結[7]）

## 公式サイト
- 公式ウェブサイト

座標: 北緯32度48分51.5秒 東経129度50分29.4秒 / 北緯32.814306度 東経129.841500度